# Кинаст, Рудольф Рудольфович
Рудольф Рудольфович Кинаст (1863—1942) — российский советский врач.

## Биография
Сын действительного статского советника. В 1880—1883 годах учился в «филологической гимназии» при Санкт-Петербургском филологическом институте. Поступил на физико-математический факультет Санкт-Петербургского университета, но в 1884 году перешёл в Императорскую медико-хирургическую академию, где в 1889 году окончил курс со степенью лекаря с отличием. Был назначен младшим врачом в 23-ю артиллерийскую бригаду в Гатчине, находившуюся в составе 23-й пехотной дивизии. В 1892 году переведён в 148-й пехотный Каспийский полк. С 1893 года — в Обуховской больнице, где был ассистентом по хирургии.
Во время Русско-японской войны служил старшим врачом-хирургом госпитального судна «Монголия», которое принимало участие в обороне Порт-Артура. На судне был рентгеновский кабинет, которым заведовал Р. Кинаст.
Награжден 11.10.1906 г. золотой медалью с подписью "за храбрость" для ношения на груди на Георгиевской ленте в воздаяние подвигов самоотвержения и отлично-усердной боевой службы при обороне крепости Порт-Артур, в минувшую войну с Японией (Сенатские ведомости. 1906, №104 от 19 декабря 1906, с. 780-781). 
В 1924 году был врачом амбулатории Госзнака в Ленинграде — хирург, специалист по мочеполовым болезням.